# Fédération malagasy du jeu d'échecs
La Fédération malagasy du jeu d’échecs (FMJE) est l'organisme qui a pour but de promouvoir la pratique des échecs à Madagascar.
Affiliée à la Fédération internationale des échecs depuis 1991, la FMJE est également membre de l'Association internationale des échecs francophones.